# You're Only Human (Second Wind)
You're Only Human (Second Wind) is een nummer van de Amerikaanse zanger Billy Joel uit 1985. Het verscheen als nieuw nummer op zijn verzamelalbum Greatest Hits Volume I & Volume II.
Het nummer is geschreven voor jongeren die worstelen met depressieve gevoelens en zelfmoordneigingen. Joel, die zelf ook ooit zelfmoord overwoog, wil hen met dit nummer een hart onder de riem steken. In de eerste instantie had het nummer een heel somber geluid. Omdat Joel niet wilde dat het nummer te depressief klonk, herschreef hij de muziek en zette hij het om in een vrolijkere melodie. Ook herschreef hij de tekst. De boodschappen van het nummer zijn dat je jezelf altijd kunt vergeven, en om optimistisch naar het leven te kijken. 
Het nummer werd een hit in Noord-Amerika, Oceanië en Nederland. In de Amerikaanse Billboard Hot 100 bereikte het de 9e positie. In de Nederlandse Top 40 haalde het een bescheiden 23e positie. Hoewel het nummer in Vlaanderen geen hitlijsten bereikte, werd het daar toch een radiohit.